# Långnäset, Särna socken
Långnäset är en by i Särna socken i Älvdalens kommun, med två bofasta invånare (2004). Byn elektrifierades i november 2004. 